# Xaltepec, Nealtican
Xaltepec är en ort i Mexiko.   Den ligger i kommunen Nealtican och delstaten Puebla, i den sydöstra delen av landet, 80 km sydost om huvudstaden Mexico City. Xaltepec ligger 2 249 meter över havet och antalet invånare är 293.
Terrängen runt Xaltepec är kuperad västerut, men österut är den platt. Runt Xaltepec är det tätbefolkat, med 286 invånare per kvadratkilometer. Närmaste större samhälle är Cholula, 13,4 km öster om Xaltepec. Trakten runt Xaltepec består till största delen av jordbruksmark.